# 市場町香美
市場町香美（いちばちょうかがみ）は、徳島県阿波市の大字。2010年10月1日現在の人口は2,297人、世帯数は776世帯。郵便番号は〒7771-1610。

## 地理
阿波市の南部に位置。西は阿波町、南は吉野川市、東は市場町大野島と接する。北は徳島県道12号鳴門池田線、南は吉野川が境をなす。

### 河川
- 吉野川
- 市場谷川

### 小字
| - 秋葉本 - 北香美 - 郷社ノ北 - 郷社前 - 郷社本 | - 住吉本 - 善入寺 - 善入寺北 - 西野神 - 西野神北 | - 西原 - 西原ノ北 - 八幡前 - 八幡本 - 原田 | - 原田ノ北 - 渡 |  |

## 歴史
- 2005年（平成17年）4月1日 - 阿波郡市場町が阿波町・板野郡土成町・吉野町と合併して阿波市となり、住所表記は「阿波郡市場町大字香美字（字名）」から「阿波市（字名）」（西原・原田は、阿波市内での住所表記重複を避けるためそれぞれ香美西原・香美原田）となる。
- 2007年（平成19年）1月1日 - 住所表記を「阿波市市場町香美字（字名）」に変更（香美西原は「香美字西原」、香美原田は「香美字原田」）し、現在の表記となる。

## 施設
- 建布都神社
- 八幡神社
- 住吉神社
- 八坂神社

かつて存在した施設
- 阿波警察署
- 市場町駅 - 四国旅客鉄道の自動車駅

## 交通

### 道路
都道府県道
- 香川県道・徳島県道2号津田川島線
- 徳島県道12号鳴門池田線
- 徳島県道125号市場学停車場線
- 徳島県道138号香美吉野線

### 橋梁
- 阿波麻植大橋 - 吉野川。徳島県道125号市場学停車場線。